# Pterolophia digesta
Pterolophia digesta är en skalbaggsart som först beskrevs av Newman 1842.  Pterolophia digesta ingår i släktet Pterolophia och familjen långhorningar.
Artens utbredningsområde är Filippinerna. Inga underarter finns listade i Catalogue of Life.